# ゴンチャロフ (1973年の映画)
『ゴンチャロフ』（イタリア語: Goncharov）は、イタリアのナポリを舞台とした1973年のギャング映画。マーティン・スコセッシが製作に携わっており、主要キャストはロバート・デ・ニーロ、アル・パチーノ、ジョン・カザール、ジーン・ハックマン、シビル・シェパード、ハーヴェイ・カイテルなど。
『ゴンチャロフ』が特にSNSで人気になったきっかけは、Tumblrのあるユーザーが、ブランドロゴの代わりにこの映画のタイトル（Goncharov）が入った靴のタンの画像を「コピー商品のブーツ」として投稿したことに対し、2020年8月にこの投稿がリブログされたときである。画像の投稿と、このリブログの際につけられた、この映画を見たことがないことをあざけるコメントはインターネット・ミームにもなった。2022年11月には『ゴンチャロフ』ファンによるポスターがつくられてオンラインで公開されたことで、人気が再燃した。ストーリーやプロダクションについてさまざまな二次創作が始まり、Tumblrだけでなくいろいろな場所で拡散された。『ゴンチャロフ』は、インターネットでファンダムが生まれた好例としてメディアにも広く取り上げられ、スコセッシをはじめとする著名人もコメントを残している。

## ストーリーとプロダクション
この映画は、共同作業的な発想からはじまったためにディテールの多くで整合性を欠くものの、おおむねマフィア映画と表現されることは一貫している。この映画の存在についてはメタフィクション的な語り方がされることが多く、その製作過程でトラブルがあったのではともいわれており、実際に作品の正式な公開はついにされていないため、いわゆる失われた映画になりかけていた。この映画についてあいまいなとところが多いのはそのせいであるという説がある。
ソビエト連邦の崩壊の余波がのこるなか、ナポリを舞台として、主人公のゴンチャロフことロー・ストラニエロをロバート・デ・ニーロが演じたといわれている。ゴンチャロフは、ロシア人のヒットマンでありディスコの元店長である。ストーリーには、ゴンチャロフとその妻カーチャ（シビル・シェパードがキャスティングされたといわれる）、そしてアンドレイととの三角関係もサブプロットとして含まれている。ゴンチャロフとアンドレイの関係にはホモセクシュアルなニュアンスがある。そしてカーチャはソフィア（ソフィア・ローレン）という名の女性との禁じられた関係を結ぶためゴンチャロフの前から消える。このゴンチャロフ／アンドレイとカーチャ／ソフィアの関係性は、ゴンチャロフのファンダムでも人気のカップリングである。「アイスピック・ジョー」ことジョセフ・モレッリ（ジョン・カザール） も有名なキャラクターで、アイスピックを殺しの道具に使うことで悪名高いサイコパス気質の殺し屋であることをうかがわせる。ゴンチャロフとモレッリのサブプロットは、この映画における心の病と幼少期のトラウマというテーマを描いているとされる。この作品では、時計のモチーフも繰り返し登場する。

## 受容
『ゴンチャロフ』の人気が再燃したのは、チェコ・プラハを拠点に活動するアーティスト、アレックス・コロチュクが、キャストたちの姿や、映画クルーの名前が書かれたポスターのデザインを作成して、2022年11月18日にTumblrで投稿したのがきっかけである。このポスターがSNSなどで拡散されて、それ以前に確立されたディテールをもとに映画の存在についてさらなる議論が進んだ。二度目の流行によりこの映画についての議論が進む中で、 ストーリーやテーマ、シンボリズム、キャラクターについての分析も深いものが行われ、同時に作品を題材にしたgifやファンアート、（エロティックな）ファンフィクションがつくられていった。アメリカの音楽教師は、少なくとも30人以上の人間から支援をうけながら、この映画のテーマ曲も作曲している。映画に特化したSNSであるLetterboxdにも『ゴンチャロフ』のページがつくられ、レビューも投稿されたが、後にアプリからはページごと削除されている。この作品に関する様々なストーリーやメタフィクショナルな視点を収集・整理するためのGoogle Documentも公開されている。ファンフィクションサイトのArchive of Our Ownでは、2022年11月24日の時点で500件もの二次創作がアップロードされている

## 評価と分析
2022年11月、ニューヨーク・タイムズは『ゴンチャロフ』がTumblrのトップトレンドになり、スコセッシもそれに次ぐ人気のトピックになっていると報じている。なかには『ゴンチャロフ』の人気とイーロン・マスクによるTwitterの買収を関連付けて、TwitterをやめてTumblrに移行するユーザーが多くいたことを話題にするライターもいた。バズフィードのケルシー・ウィークマンは、『ゴンチャロフ』について、「tumblrユーザーのクリエイティブでコラボ好きのマインドがユニークな力をもっていることを証明した」とコメントした。ギズモードのリンダ・コデガは、この映画をめぐる熱的な人気について「コミュニティそれ自体がきっかけとなって、ストーリーテリングが修正されていき、と同時にファンダムがうまれたという、はっとさせる実例である。本質的には『ゴンチャロフ』(1973年)は映画ではなく、ゲームなのだ。そしてTumblrのユーザーだけがそのルールを知っている。なぜなら『ゴンチャロフ』(1973年)のルールは、Tumblrそれ自体のルールだからである」と指摘している。